# Sulcus subparietalis
De sulcus subparietalis is een hersengroeve aan het mediale oppervlak van de grote hersenen. Hij vormt de scheiding tussen de ondergelegen gyrus cinguli en de bovengelegen precuneus.

## Verloop
In ongeveer een derde van de gevallen is de sulcus subparietalis verbonden met de sulcus cinguli.